# Лимонов (роман)
«Лимонов» (фр. «Limonov») — роман французского писателя Эмманюэля Каррера, повествующий о жизни Эдуарда Лимонова.
В России выпущена издательством Ad Marginem в ноябре 2012 года.

## Сюжет
В книге описана биография Эдуарда Лимонова. 
Главный герой, родившийся в семье офицера НКВД, после детства, проведённого в Харькове, переезжает в Москву, где начинает более тесно общаться в диссидентских кругах. Через некоторое время Лимонов вынужден покинуть Советский Союз и переезжает в Нью-Йорк, где перебивается случайными заработками и пишет автобиографию. Позже переезжает в Париж, где становится успешным писателем. После развала Советского Союза возвращается в Харьков. Через какое-то время герой воюет на стороне сербов на Балканах. По окончании войны возвращается на родину, где становится лидером Национал-большевистской партии. В результате деятельность НБП была запрещена, а сам Лимонов попадает в тюрьму, где «достигает нирваны» и пишет книги. Выйдя из тюрьмы, герой становится одним из лидеров российской оппозиции.

## Работа над книгой
С Лимоновым Каррер был знаком ещё в восьмидесятые, до начала работы над книгой.
В 2006 году Каррер приехал в Москву делать репортаж об убийстве Анны Политковской. Встретившись с Лимоновым, он решил сделать о нём репортаж, который вылился в полноценную книгу.
В ходе написания романа Каррер провёл две недели в Москве вместе с прообразом героя книги.
Сам писатель признаёт, что несмотря на то, что большая часть описанных в книге фактов — правда, некоторые моменты были придуманы им самим.

## Реакция
Книга получила широкое признание во Франции. Долгое время она лидировала в списках продаж, права на её перевод купили большинство европейских стран, президент Франции Николя Саркози рекомендовал её к прочтению.
В 2011 году роман удостоился престижной французской премии Ренодо. В том же году стал первым лауреатом недавно учрежденной Премии литературных премий.
Сам Лимонов доброжелательно отозвался о книге.
Весной 2013 года стало известно, что роман экранизирует итальянский режиссёр Саверио Костанцо. Съемки должны были начаться во второй половине 2014 года в России, Нью-Йорке и Париже, а стоимость фильма оценивалась приблизительно в $20 млн. Фильм по неизвестным причинам не был снят.
В 2022 году было объявлено о начале производства фильма «Лимонов, баллада об Эдичке» российского режиссера Кирилла Серебренникова. Роль Лимонова исполнит Бен Уишоу.
Премьера картины состоялась в мае 2024 года в рамках основной программы Каннского кинофестиваля.

## Оригинальные и переводные издания
- Emmanuel Carrère. Limonov / collection: «Fiction» // Paris: «P.O.L», 2011, broché, 495 p., ISBN 978-2-8180-1405-9
- Emmanuel Carrère. Limonov // Paris: «Le Grand Livre Du Mois», 2011, broché, 495 p., ISBN 978-2-286-08023-5 (Édition exclusivement réservée aux adhérents du Club «Le Grand Livre Du Mois»)
- Emmanuel Carrère. Limonov / collection: «16/17» // Paris: «A Vue d’Oeil», 2012, broché, 524 p., ISBN 978-2-84666-694-7
- Emmanuel Carrère. Limonov / перевод на фламандский: Katelijne de Vuyst & Katrien Vandenberghe // Antwerpen: «De Bezige Bij Antwerpen», 2012, paperback, jasje, 352 p., ISBN 978-90-8542-352-2
- Emmanuel Carrère. Limonow / перевод на немецкий: Claudia Hamm // Berlin: «Matthes & Seitz Berlin», 2012, gebunden mit Schutzumschlag, 416 S., ISBN 978-3-88221-995-1
- Emmanuel Carrère. Limonow / перевод на польский: Magdalena Kamińska-Maurugeon // Kraków: «Wydawnictwo Literackie», 2012, broszura + skrzydełka, 471 s., ISBN 978-83-08-04977-8
- Emmanuel Carrère. Limonov / перевод на итальянский: Francesco Bergamasco / collana: «Fabula 251» // Milano: «Adelphi Edizioni», 2012, brossura, 360 p., ISBN 978-88-459-2733-1
- Emanuel Karer. Limonov / перевод на сербский: Melita Logo Milutinović / серия: «Biblioteka Avantura reči» // Beograd: «Čarobna knjiga», 2012, папербацк, 504 p., тираж: 1.300 экз., ISBN 978-86-7702-239-6
- Эммануэль Каррер. Лимонов / перевод на русский: Наталия Чеснокова // Москва: «Ad Marginem», 2012, твёрдый переплёт, 464 стр., тираж: 5.000 экз., ISBN 978-5-91103-128-2
- Emmanuel Carrère. Limonov / перевод на португальский: Manuela Torres // Lisboa: «Sextante Editora», 2012, capa mole, 384 p., ISBN 978-972-0-07170-5
- Emmanuel Carrère. Limónov / перевод на испанский: Jaime Zulaika / colección: «Panorama de narrativas» // Barcelona: «Anagrama», 2013, libro de bolsillo, 397 s., ISBN 978-84-339-7855-4
- לימונוב. עמנואל קארר / перевод на иврит: עמית רוטברד (Amit Rotbard) / серия: «Вавилонская библиотека» // Tel Aviv: «Babel Publishers Ltd.», 2013, בכריכה רכה, 357 ד., ISBN 978-965-512-234-3
- Emmanuel Carrère. Limonov / collection: «Folio», № 5560 // Paris: «Gallimard», 2013, broché, 496 p., ISBN 978-2-07045-089-3
- Emmanuel Carrère. Limonov / перевод на финский: Kristina Haataja // Helsinki: «Like Kustannus Oy», 2013, kovakantinen kirja, 500 s., ISBN 978-952-01-0877-9
- Emmanuel Carrère. Limonov / перевод на датский: Elin Lassen // København: «Tiderne Skifter», 2013, hæftet bog, 374 s., ISBN 978-877-97-3544-6
- Emmanuel Carrère. Limonov / перевод на шведский: Lotta Riad & Efterod Disa Hästad // Malmö: «Pequod Press», 2013, inbunden, 464 s., ISBN 978-918-6617-219
- Emmanuel Carrère. Limonov / перевод на португальский: André Telles // Rio de Janeiro: «Alfaguara», 2013, brochura, 344 p., ISBN 978-8-57962-249-6
- Emmanuel Carrère. Limonov. Neuvěřitelný příběh / Deník ztroskotance / перевод на чешский: Lucie Šavlíková // Praha: «Mladá fronta», 2013, vázaná, 384 s., ISBN 978-80-204-2678-9
- Emmanuel Carrère. Limonov / перевод на норвежский: Kjell Olaf Jensen // Oslo: «Forlaget Oktober», 2014, innbundet, 300 s., ISBN 978-8-24950-918-8
- Emmanuel Carrère. Limonov / перевод на румынский: Doru Mareş / серия: «Fiction Connection» // Bucureşti: «Editura Trei», 2014, paperback cu supracopertă, 472 p., ISBN 978-973-707-810-0
- Emmanuel Carrère. Limonov / перевод на итальянский: Francesco Bergamasco / collana: «gli Adelphi 456» // Milano: «Adelphi Edizioni», 2014, brossura, 360 p., 2ª ediz., ISBN 978-88-459-2898-7
- Emmanuel Carrère. Limonow / перевод на немецкий: Claudia Hamm // München: «btb», 2014, Taschenbuch, Broschur, 416 S., ISBN 978-3-442-74718-4
- Emmanuel Carrère. Limonov / перевод на английский: John Lambert // New York: «Farrar, Straus and Giroux», 2014, hardcover, 336 p., ISBN 978-0-374-19201-3
- Emmanuel Carrère. Limonov / перевод на английский: John Lambert // London: «Allen Lane», 2014, hardcover, 400 p., ISBN 978-1-846-14820-0